# Ruta Provincial 3 (Córdoba)
La Ruta Provincial 3 es una carretera argentina de jurisdicción provincial, que se ubica en el este de la provincia de Córdoba. Tiene un desarrollo norte-sur y su kilómetro cero se encuentra en cercanías de la ciudad de Balnearia, finalizando al intersecar a la Ruta Nacional 7 en el km 458.
Su traza está asfaltada en su totalidad y al igual que la RP 4, RP 10 y RP 12, discurre por la zona agrícola-ganadera, más importante de la provincia y una de las más importantes del país. Sus 377 km de extensión, la transforman en la segunda ruta más larga de la provincia, después de la Provincial 10.

## Localidades
A lo largo de su derrotero, esta ruta atraviesa importantes centros urbanos e industriales que se detallan a continuación (los que figuran en itálica, son cabecera de departamento. Entre paréntesis, los datos de población según censo INDEC 2010.
- Departamento San Justo: Villa Concepción del Tío (1.886), El Tío (1.920), La Francia (3.804), Colonia San Bartolomé (1.291), Las Varillas (16.316)
- Departamento Unión: San Antonio de Litín (1.314), Cintra (1.205), Bell Ville (34.349), Villa Los Patos (26), Justiniano Posse (8.569), Wenceslao Escalante (1.517), Canals (8.676)
- Departamento Presidente Roque Sáenz Peña: La Cesira (1.318)

## Recorrido
|  | CONTgq | ABZq+lr | CONTfq |  |  |

|  |  | BHF |

| BAHN | RGCONTgq | SKRZ-GBUE | RGCONTfq |  |  |

|  | CONTgq | TBHFe | STR+r |  |  |

|  |  |  | STR |

|  |  |  | STR |

|  |  | RMCONTgq | SKRZ-Mu | RMCONTfq |  |

|  |  |  | BHF |

|  |  |  | STR |

|  |  | CONTgq | TBHF | CONTfq |  |

|  |  |  | STR |

|  |  | STR+l | ABZqlr | CONTfq |  |

|  |  | STR |

|  | GRZq | STR+GRZq | GRZq |  |  |

|  |  | STR |

|  |  | TEEaq | CONTfq |  |  |

|  |  | BHF |

| BAHN | RGCONTgq | SKRZ-GBUE | RGCONTfq |  |  |

|  | CONTgq | TBHF | CONTfq |  |  |

|  | RMCONTgq | SKRZ-Mu | RMCONTfq |  |  |

|  | CONTgq | TBHF | CONTfq |  |  |

| BAHN | RGCONTgq | SKRZ-GBUE | RGCONTfq |  |  |

|  | WASSERq | WBRÜCKE1 | WASSERq |  |  |

|  |  | BHF |

| BAHN | RGCONTgq | SKRZ-GBUE | RGCONTfq |  |  |

|  | CONTgq | ABZqlr | TBHFa | CONTfq |  |

|  |  |  | BHF |

|  | BAHN | RGCONTgq | SKRZ-GBUE | RGCONTfq |  |

|  | CONTgq | ABZq+lr | SHI4gl+lq | CONTfq |  |

|  | WASSERq | WBRÜCKE1 | WASSERq |  |  |

|  |  | BHF |

| CONTgq | ABZq+lr | SHI4gl+lq | CONTfq |  |  |

|  | BHF |

| BAHN | RGCONTgq | SKRZ-GBUE | RGCONTfq |  |  |  |  |

|  | STR |

| GRZq | STR+GRZq | GRZq |  |  |  |

|  | STR |

|  | BHF |

| tCONTgq | KRZt | tCONTfq |  |  |  |

| BAHN | RGCONTgq | SKRZ-Go | RGCONTfq |  |  |  |  |

| CONTgq | SHI4gl+lq | CONTfq |  |  |  |